# El mundo encantado de Ela
El mundo encantado de Ella es el título que recibe en español la novela Ella Enchanted, escrita por Gail Carson Levine y ganadora de la edición del Newbery Honor de 1998, al igual que del Notable Children's Book, Quick Picks for Young Adults, Best Book for Young Adults, y el mejor libro según School Library Journal y Publishers Weekly. El libro fue llevado a la gran pantalla con Ella Enchanted, una película dirigida por Tommy O'Haver y protagonizada por Anne Hathaway y Hugh Dancy. En general, la trama es un re-telling contemporáneo de Cenicienta con una heroína más sólida, una historia de amor más elaborada, e incluyendo varias criaturas de la mitología como elfos, ogros, enanos y gigantes.

## Argumento
Al momento de nacer, Ela de Frell es (desafortunadamente) "bendecida" con el don de la obediencia por el hada Lucinda, a pesar de las objeciones de su madre y Mandy (hada madrina y cocinera de la familia). A partir de aquel día, Ela tiene que obedecer cualquier orden directa que se le dé, lo cual, según ella, en lugar de hacerla dócil la hace aún más rebelde. Sin embargo, ella continúa relativamente alegre, haciendo un juego de su maldición y encontrando escapatorias alrededor de órdenes.
Trece años después, durante el entierro de su madre, Ela conoce al Príncipe Char en el cementerio al lado de un sauce llorón. Él también está triste por la muerte de Lady Estela y ambos tienen una larga conversación hasta que llega el padre de Ela. Cuando vuelven a casa después del entierro, Ela conoce a Madame Olga y sus hijas, quienes van a ser enviadas a una escuela de señoritas. Después de que las tres se van, el padre de Ela, Peter de Frell, la obliga a ir a la misma escuela porque no quiere que su hija crezca siendo un "pinche de cocina". La noche antes de que se vaya, Mandy le da un libro de hadas que puede mostrarle historias de cuentos, fragmentos de diario y/o cartas de amigos y familiares, así como mapas y otras cosas. Mandy también le da el collar de su madre.
El día que le envían a la escuela de señoritas, Ela primero hace un pequeño viaje con el Príncipe Char, que le muestra todos sus sitios favoritos y promete traerle un centauro. Ela entra en un carruaje con Hattie y Olive, quiénes automáticamente comienzan a darle órdenes, sin saber nada del hechizo. Después un momento, Hattie se da cuenta de que Ela obedece cada orden que le da, y a partir de entonces, no deja en paz a Ela, tratándola prácticamente como a una esclava. Cuando al fin llegan a la escuela de señoritas, Ela se hace amiga de una chica de Ayorta llamada Areida, despreciada por las demás estudiantes, y tienen una relación muy cercana hasta que Hattie fuerza a Ela a que terminen su amistad.
Ela, traspasada de dolor, no sabe qué hacer. Gracias a su libro mágico, pronto se entera acerca de una boda de gigantes a la cual tanto su padre como Lucinda van a asistir. Impaciente por librarse de la maldición, se escapa de la escuela de señoritas por la noche y trata de abrirse camino hacia la ceremonia.
A lo largo del viaje, se topa con unos elfos que le dan un regalo (una hermosa escultura de un lobo aullando) y le prestan un poni. Después de que abandona a los elfos, es secuestrada por ogros que tratan de comérsela luego de haber acabado con el poni. Sin embargo, después de observar cómo funcionaba la lengua ógrica durante la noche, los hipnotiza, y pronto Char y sus caballeros vienen y le ayudan. Después de almorzar, atan a los ogros y los recogen, y uno de los caballeros de Char, Sir Stephan, lleva a Ela a la boda. Allí ésta encuentra a Lucinda y le suplica que le quite la maldición, pero Lucinda se niega y le ordena que sea feliz con su obediencia, lo que tiene serios efectos secundarios.
Durante la boda, Ela también se encuentra con su padre. Él le confiesa que ha quebrado por vender un artículo que no le pertenecía. A fin de impedir que terminen en la calle, Sir Peter planea casar a su hija con algún hombre rico. Al principio Ela es feliz y desea constantemente que le den órdenes, ya que se lo han impuesto, e incluso se enamora de uno de sus pretendientes en la comida. Sin embargo, una orden de Mandy hace que todo vuelva a la normalidad. Su padre se entera de que el pretendiente supuestamente "rico" en realidad no lo era tanto, y decide casarse él, con Madame Olga. Ela está horrorizada porque Hattie y Olive van a ser ahora sus hermanastras. 
En la boda de Madame Olga y su padre, Ela se encuentra con Char otra vez, y comparten juntos una linda tarde. Encuentran un par zapatillas de cristal en un jardín y Ela las lleva puestas mientras bailan juntos. Esa sería la última vez que se verían el uno al otro durante algún tiempo, ya que él tendría que irse para Ayorta durante un año, pero prometen mantenerse en contacto por cartas. Lucinda llega a la boda y le echa una maldición a la pareja casada, concediéndoles amor eterno. Cualquier posibilidad de abandonar a Madame Olga para Sir Peter ha sido arruinada ahora. Al instante, Ella es convertida en una esclava en su propia casa, que trabaja con los criados y cumple con las ridículas y crueles órdenes de su madrastra y sus hermanastras, vengándose como puede y cuando puede.
Ela recibe una carta de Char, donde él le confiesa sus sentimientos y al final le propone matrimonio. Al principio se siente feliz, pero pronto comprende que casarse con Char podría acarrearle muchos problemas al príncipe; incluso podrían utilizarla a ella para matarlo si descubrieran su secreto. Le manda una carta falsa diciendo que se ha escapado con otro hombre y que ahora es muy rica. El libro de hadas muestra a Char quemando las cartas de Ela, así como una página de su diario en la que declara cuánto la desprecia. Esto hace muy infeliz a Ela, pero al menos sabe que Char está a salvo. 
Mandy, harta del tormento de Ela, desafía a Lucinda a un pequeño juego. Le dice que pase seis meses como ardilla y otros siendo obediente, sólo para probar qué sienten aquellos a los que "bendijo". Lucinda aprende su lección, y a cambio decide ayudar a Ela. Char está organizando un baile real que durará tres noches. Lucinda usa su magia para convertir a ratones y una calabaza en caballos y un carruaje, viste a Ela en galas (un elegante vestido, joyería y una máscara) y Ela, puede ir al baile y ver a Char de nuevo y luego casarse con él.
- Datos: Q2911967